# Нью-Йорк 1924
Нью-Йорк 1924 — один із найбільших міжнародних шахових турнірів у 1-й чверті XX століття, що проходив від 16 березня до 19 квітня. У ньому взяли участь 11 гравців, у тому числі чемпіон світу Хосе Рауль Капабланка і екс-чемпіон світу Емануель Ласкер. Складався з 2 кіл; черговість туру визначали за жеребом у день гри. У перших турах лідирував Олександр Алехін (2 очки з 2). У 3-му турі, програвши Ласкеру, він поступився лідерством Савелію Тартаковеру. У 5-му турі Ріхард Реті завдав сенсаційної поразки Капабланці, який не програвав до цього від 1916 року. У 7-му турі лідерство захопив Ласкер, який став переможцем 1-го кола — 7½ очок. За ним йшли: Алехін — 6½ очок, Капабланка і Реті — по 6. Друге коло пройшло в гострому суперництві Ласкера і Капабланки; попри поразку в особистій зустрічі (14-й тур), Ласкер зумів зберегти лідерство до кінця турніру — 16 очок; 2-е місце посів Капабланка — 14½ очок, 3-є — Алехін — 12.
Європейські шахісти прибули на пароплаві «Клівленд». Турнір проходив у приміщенні готелю «Аламак».
16 березня в японському залі готелю відбулося жеребкування. Порядок турів не був намічений одразу, кожен день тягнули номери, за допомогою якого встановлювали, який тур будуть грати в той день.
Було зіграно 110 партій.

## Розподіл призів

### Основні призи
- 1-й — 1500 $ Емануїл Ласкер, Німеччина;
- 2-й — 1000 $ Хосе Рауль Капабланка, Куба;
- 3-й — 750 $ Олександр Алехін, Росія;
- 4-й — 500 $ Френк Маршалл, США;
- 5-й — 250 $ Ріхард Реті, Чехословаччина.

Не-призери отримали за кожну виграну партію 25 $ і за кожну нічию — половину від цієї суми.

### Призи за красу гри
- 1-й приз за красу гри (срібний келих від В. Ванса і 75 $ від Альберта Леба) — Р. Реті за партію проти Боголюбова[1].
- 2-й приз за красу гри (50 $ від Ебба Лепдіса) — Ф. Маршаллу за партію проти Боголюбова.
- 3-й приз за красу гри (25 $ від Ед. Торша) — Х. Р. Капабланці за партію проти Ем. Ласкера.

### Особливі призи
- Особливий приз за найкращий результат проти призерів (40 $ від турнірного комітету) поділили порівну Мароці і Ед. Ласкер (по 3½ очка).
- 1-й особливий приз за найкращу партію серед не-призерів (35 $ від Ед. Торша) — С. Тартаковеру за партію проти Ейтса.
- 2-й особливий приз за найкращу партію серед не-призерів (25 $ від А. Леба) — Ю. Боголюбову за партію проти Тартаковера.
- Особливий приз за найкращий захист (25 $ від Апплтона) — Ю. Боголюбову за партію проти Мароці.

### Нагороди в конкурсі розв'язування задач
- 1-й приз (золота медаль) — Ісаак Кежден, Нью-Йорк.
- 2-й і 3-й призи (срібні медалі) порівну — Джон Баррі, Бостон і Альфред Шредер, Нью-Йорк.

## Таблиця
| №  | Учасник               | Країна          | 1 | 1 | 2 | 2 | 3 | 3 | 4 | 4 | 5 | 5 | 6 | 6 | 7 | 7 | 8 | 8 | 9 | 9 | 10 | 10 | 11 | 11 |  | +  | −  | =  | Очки | Місце |
| -- | --------------------- | --------------- | - | - | - | - | - | - | - | - | - | - | - | - | - | - | - | - | - | - | -- | -- | -- | -- |  | -- | -- | -- | ---- | ----- |
| 1  | Емануель Ласкер       | Німеччина       |   |   | ½ | 0 | 1 | ½ | ½ | 1 | 1 | 1 | 1 | 1 | 1 | 1 | ½ | 1 | ½ | 1 | ½  | 1  | 1  | 1  |  | 13 | 1  | 6  | 16   | 1     |
| 2  | Хосе Рауль Капабланка | Куба            | ½ | 1 |   |   | ½ | ½ | ½ | ½ | 0 | 1 | ½ | 1 | 1 | 1 | 1 | 1 | 1 | ½ | ½  | 1  | ½  | 1  |  | 10 | 1  | 9  | 14½  | 2     |
| 3  | Олександр Алехін      | СРСР            | 0 | ½ | ½ | ½ |   |   | ½ | ½ | 1 | 0 | 1 | ½ | ½ | ½ | ½ | ½ | 1 | 1 | ½  | ½  | 1  | 1  |  | 6  | 2  | 12 | 12   | 3     |
| 4  | Френк Маршалл         | США             | ½ | 0 | ½ | ½ | ½ | ½ |   |   | ½ | 1 | 0 | ½ | 0 | 1 | ½ | 0 | ½ | 1 | 1  | ½  | 1  | 1  |  | 6  | 4  | 10 | 11   | 4     |
| 5  | Ріхард Реті           | Чехословаччина  | 0 | 0 | 1 | 0 | 0 | 1 | ½ | 0 |   |   | ½ | ½ | 0 | 1 | 1 | 1 | 1 | 0 | 1  | 0  | 1  | 1  |  | 9  | 8  | 3  | 10½  | 5     |
| 6  | Геза Мароці           | Угорщина        | 0 | 0 | ½ | 0 | 0 | ½ | 1 | ½ | ½ | ½ |   |   | 0 | 1 | ½ | ½ | 1 | 1 | ½  | 1  | 1  | 0  |  | 6  | 6  | 8  | 10   | 6     |
| 7  | Юхим Боголюбов        | СРСР            | 0 | 0 | 0 | 0 | ½ | ½ | 1 | 0 | 1 | 0 | 1 | 0 |   |   | 0 | 1 | 1 | 1 | ½  | 1  | 0  | 1  |  | 8  | 9  | 3  | 9½   | 7     |
| 8  | Савелій Тартаковер    | Польща          | ½ | 0 | 0 | 0 | ½ | ½ | ½ | 1 | 0 | 0 | ½ | ½ | 1 | 0 |   |   | 1 | 0 | ½  | 0  | ½  | 1  |  | 4  | 8  | 8  | 8    | 8     |
| 9  | Фредерік Єйтс         | Велика Британія | ½ | 0 | 0 | ½ | 0 | 0 | ½ | 0 | 0 | 1 | 0 | 0 | 0 | 0 | 0 | 1 |   |   | 1  | 1  | ½  | 1  |  | 5  | 11 | 4  | 7    | 9     |
| 10 | Едуард Ласкер         | США             | ½ | 0 | ½ | 0 | ½ | ½ | 0 | ½ | 0 | 1 | ½ | 0 | ½ | 0 | ½ | 1 | 0 | 0 |    |    | 0  | ½  |  | 2  | 9  | 9  | 6½   | 10    |
| 11 | Давид Яновський       | Франція         | 0 | 0 | ½ | 0 | 0 | 0 | 0 | 0 | 0 | 0 | 0 | 1 | 1 | 0 | ½ | 0 | ½ | 0 | 1  | ½  |    |    |  | 3  | 13 | 4  | 5    | 11    |